# لوئیجی فررو
لوئیجی فررو (انگلیسی: Luigi Ferrero; ۲۶ دسامبر ۱۹۰۴ – ۳۰ اکتبر ۱۹۸۴) یک بازیکن و سرمربی فوتبال اهل ایتالیا بود.
از باشگاه‌هایی که در آن بازی کرده‌است می‌توان به باشگاه فوتبال یوونتوس، باشگاه فوتبال باری، باشگاه فوتبال اینتر میلان و باشگاه فوتبال تورینو اشاره کرد.